# Segreteria di Stato della Santa Sede
La Segreteria di Stato della Santa Sede è il dicastero della Curia romana che collabora più da vicino con il Papa nella guida della Chiesa cattolica, sia coordinando i vari uffici della Santa Sede sia curando i rapporti con gli Stati e gli organismi internazionali.

## Struttura
È presieduta dal segretario di Stato, il massimo esponente dell'attività politica e diplomatica della Santa Sede. Si articola in tre sezioni: la Sezione per gli affari generali, la Sezione per le relazioni con gli Stati e la Sezione per il personale di ruolo diplomatico della Santa Sede, nonché nell'Ufficio del protocollo.

### Segretario di Stato
Il 15 ottobre 2013 papa Francesco ha nominato segretario di Stato l'allora arcivescovo Pietro Parolin, nunzio apostolico in Venezuela e già sottosegretario per i rapporti con gli Stati.

### I Sezione: affari generali
La "prima sezione" è una sorta di ministero per gli affari interni, si occupa della direzione e del coordinamento di tutti gli uffici della Santa Sede: custodisce il Sigillo papale (con cui vengono autenticati gli atti più importanti del pontefice) e l'anello piscatorio (con cui vengono sigillati i brevi) e pubblica gli Acta Apostolicae Sedis (il bollettino ufficiale della Santa Sede). Prima della creazione del Dicastero per la comunicazione nel 2015, vigilava anche sugli organi d'informazione della Santa Sede.
È posta sotto la direzione del sostituto per gli affari generali (di regola un arcivescovo titolare, dal 15 ottobre 2018 Edgar Peña Parra), coadiuvato dall'assessore per gli affari generali (di regola un prelato, dal 26 ottobre 2022 Roberto Campisi).

### II Sezione: relazioni con gli Stati e le organizzazioni internazionali
La "seconda sezione" (già Congregazione per gli affari ecclesiastici straordinari) è l'equivalente di un ministero degli affari esteri; cura, anche attraverso le Nunziature apostoliche, i rapporti diplomatici della Santa Sede con gli Stati stranieri e gli altri organismi internazionali; gli compete anche la stipula di accordi e concordati.
È posta sotto la direzione del segretario per i rapporti con gli Stati e le organizzazioni internazionali (di regola un arcivescovo titolare, dall'8 novembre 2014 Paul Richard Gallagher), coadiuvato dal sottosegretario per i rapporti con gli Stati e le organizzazioni internazionali (di regola un prelato, dal 24 ottobre 2019 Mirosław Stanisław Wachowski) e dal sottosegretario per il settore multilaterale (dal 10 gennaio 2023 Daniel Pacho) ed è assistito da una commissione di vescovi.

### III Sezione: personale di ruolo diplomatico della Santa Sede
La "terza sezione" è stata istituita da papa Francesco il 21 novembre 2017. Questa sezione si occupa delle questioni attinenti alle persone che lavorano nel servizio diplomatico della Santa Sede o che vi si preparano.
È posta sotto la direzione del segretario per le rappresentanze pontificie (di regola un arcivescovo titolare, dal 10 settembre 2022 Luciano Russo), coadiuvato dal sottosegretario per le rappresentanze pontificie (di regola un prelato, dal 14 settembre 2023 Joseph Murphy).

### Ufficio del protocollo
L'ufficio del protocollo, oltre a occuparsi dei rapporti con il corpo diplomatico, è incaricato delle procedure relative al placet per i nuovi ambasciatori, dell'accoglienza al loro arrivo in Roma, delle prime visite protocollari al sostituto per gli affari generali per la consegna delle copie delle lettere credenziali e al segretario per i rapporti con gli Stati e le organizzazioni internazionali della comunicazione ufficiale dell'udienza solenne per la presentazione delle lettere credenziali al Pontefice e di tutte le altre formalità di rito che riguardano gli altri funzionari diplomatici accreditati presso la Santa Sede. Esso si occupa, inoltre, delle richieste di visite al Santo Padre, dell'invio di missioni pontificie temporanee o di inviati speciali, ecc.
È posto sotto la direzione del capo del protocollo (di regola un prelato, dal 14 settembre 2023 Javier Domingo Fernández González).

## Storia

### Ufficio delle lettere latine
Le origini della Segreteria di Stato sono da ricercare negli organismi burocratici creati dai pontefici nel XV secolo. Papa Martino V (1417-1431) chiamò a Roma alcuni eminenti umanisti e intellettuali dell'epoca affidando loro il compito di redigere la corrispondenza ufficiale in lingua latina della Santa Sede ("Scrittori delle lettere apostoliche"). Tra di loro vi era un rapporto paritario: ognuno lavorava in autonomia. Negli anni di Martino V e nei primi anni di pontificato del successore Eugenio IV (1431-1447), il decano riconosciuto fra i segretari fu Antonio Loschi (1368 ca.-1441), primus inter pares.
Papa Niccolò V (1447-1455) scelse, tra gli scrittori al suo servizio, Pietro da Noceto (esperto di diritto e notaio) come Secretarius secretus (“Segretario particolare”), carica di nuova istituzione. L'attribuzione di tale incarico segnò una svolta nella strutturazione della Segreteria papale, ora organizzata in forma gerarchica e non più orizzontalmente.

### Organo al servizio del Cardinal nipote
Nel 1487 papa Innocenzo VIII creò la Secreteria Apostolica, una commissione di 24 prelati con funzioni di segretari apostolici presieduta da un Secretarius domesticus con un ruolo di coordinamento. Contestualmente assegnò loro dei locali nel Palazzo apostolico e concesse loro diversi privilegi: li dichiarò ufficiali della Cancelleria apostolica, familiari del Papa, notai della Santa Sede e stabilì che uno di loro ricoprisse l’incarico di Segretario domestico del pontefice. Per diversi decenni la nomina fu prerogativa del papa.
All'inizio del secolo seguente, Leone X (1513-1521) affiancò a questa figura un esperto di questioni politiche, il Secretarius intimus (non sempre un prelato), cui assegnò l'incarico di curare sia la corrispondenza con i sovrani cattolici (in Italia e Oltralpe), sia il carteggio diplomatico.
Con l'affermarsi del nepotismo, le funzioni della Segreteria Apostolica passarono al Cardinal nipote, un congiunto del pontefice, sempre assistito dal Secretarius intimus, che era anche incaricato di curarne la formazione. Il suo ruolo crebbe costantemente, fino a quando nel 1566 Pio V assegnò al cardinal nipote la carica di «Sovrintendente generale dello Stato ecclesiastico». Durante il pontificato di Paolo V (1605-1621), il titolo di Secretarius intimus venne mutato in quello di "Segretario di Stato" (sempre affiancato al cardinal nipote, ma a lui subordinato); a partire da papa Innocenzo XI, questa carica poté essere attribuita solo a un cardinale.

### Direzione politica generale dello Stato Pontificio
Nel 1678 Innocenzo XI, preoccupato per il dilagare del commercio delle cariche, ridusse il numero dei segretari apostolici da trenta a due soli, cioè il Segretario de’ brevi, che si occupava dei brevi e dei diplomi pontifici; e il Segretario de’ brevi ai principi, cioè delle lettere pontificie ai monarchi ed ai principi. Entrambe le cariche beneficiavano della dignità cardinalizia. Innocenzo XII, con la bolla Romanum decet pontificem (23 giugno 1692), mise fine al nepotismo. Da allora il Segretario di Stato occupò il ruolo lasciato vacante dalla scomparsa del cardinal nipote.
Nel 1814 il segretario della cifra divenne anche sostituto della Segreteria di Stato. Il 20 febbraio 1833 Gregorio XVI prepose alla Segreteria di Stato due segretari, uno per gli affari interni e uno per quelli esteri. Nel 1846 Pio IX riunì le due funzioni in una sola persona pur lasciando l'ufficio diviso in due sezioni. Dopo la fine dello Stato Pontificio (1870), la Segreteria di Stato (insieme a tutta la Curia Romana) venne profondamente rinnovata con la costituzione apostolica Sapienti consilio (29 giugno 1908) da papa Pio X; venne nuovamente riformata dopo il Concilio Vaticano II da Paolo VI, con la costituzione apostolica Regimini Ecclesiae universae (15 agosto 1967), con la quale il Papa approvò tra le altre cose l'abolizione dell'antico ufficio della Cancelleria Apostolica, dandone le funzioni alla Segreteria di Stato.
Giovanni Paolo II con la costituzione apostolica Pastor Bonus (28 giugno 1988) gli ha conferito una nuova fisionomia. Con quest'ultima riforma, non si fa più menzione del segretario della cifra.
Papa Francesco il 21 novembre 2017 ha annunciato la creazione della terza sezione della Segreteria di Stato, guidata dal delegato per le rappresentanze pontificie, che fino ad allora era un officiale della seconda sezione.

## Cronotassi

### Sezione per gli affari generali

#### Sostituti per gli affari generali
- Monsignore Francesco Capaccini (17 dicembre 1831 - 20 febbraio 1837 dimesso)
- Monsignore Vincenzo Santucci (26 febbraio 1844 - 11 luglio 1850 nominato segretario della Congregazione per gli affari ecclesiastici straordinari)
- Arcivescovo Giuseppe Berardi (10 aprile 1851 - 13 marzo 1868 dimesso)
  - Marino Marini (13 marzo 1868 - 1º gennaio 1871 nominato segretario) (pro-segretario)
- Marino Marini (1º gennaio 1871 - 25 settembre 1875 dimesso)
  - Vincenzo Vannutelli (29 settembre 1875 - 29 dicembre 1876 nominato segretario) (pro-segretario)
- Vincenzo Vannutelli (29 dicembre 1876 - 23 gennaio 1880 nominato delegato apostolico a Costantinopoli)
- Monsignore Luigi Pallotti (16 novembre 1880 - 29 ottobre 1882 nominato segretario della Congregazione per gli affari ecclesiastici straordinari)
- Arcivescovo Mario Mocenni (18 ottobre 1882 – 16 gennaio 1893 creato cardinale)
- Monsignore Aristide Rinaldini (31 maggio 1893 - 18 agosto 1896 nominato nunzio apostolico in Belgio)
- Monsignore Luigi Tripepi (1º ottobre 1896 - 15 aprile 1901 creato cardinale)
- Monsignore Giacomo della Chiesa (23 aprile 1901 - 18 dicembre 1907 nominato arcivescovo di Bologna)
- Monsignore Nicola Canali (21 marzo 1908 - 24 settembre 1914 nominato segretario della Congregazione del cerimoniale)
- Monsignore Federico Tedeschini (24 settembre 1914 - 31 marzo 1921 nominato nunzio apostolico in Spagna)
- Monsignore Giuseppe Pizzardo (7 maggio 1921 - 8 giugno 1929 nominato segretario della Congregazione per gli affari ecclesiastici straordinari)
- Monsignore Alfredo Ottaviani (7 giugno 1929 - 19 dicembre 1935 nominato assessore della Congregazione del sant'uffizio)
- Monsignore Domenico Tardini (19 dicembre 1935 - 16 dicembre 1937 nominato segretario della Congregazione per gli affari ecclesiastici straordinari e presidente della Pontificia commissione per la Russia)
- Monsignore Giovanni Battista Montini (16 dicembre 1937 - 29 novembre 1952 nominato pro-segretario per gli affari ordinari)
- Arcivescovo Angelo Dell'Acqua (17 febbraio 1953 - 24 giugno 1967 dimesso)
- Arcivescovo Giovanni Benelli (29 giugno 1967 - 3 giugno 1977 nominato arcivescovo di Firenze)
- Arcivescovo Giuseppe Caprio (14 giugno 1977 - 28 aprile 1979 nominato pro-presidente dell'Amministrazione del patrimonio della Sede Apostolica)
- Arcivescovo Eduardo Martínez Somalo (5 maggio 1979 - 23 marzo 1988 cessato[9])
- Arcivescovo Edward Idris Cassidy (23 marzo 1988 - 12 dicembre 1989 nominato presidente del Pontificio consiglio per la promozione dell'unità dei cristiani)
- Arcivescovo Giovanni Battista Re (12 dicembre 1989 - 16 settembre 2000 nominato prefetto della Congregazione per i vescovi)
- Arcivescovo Leonardo Sandri (16 settembre 2000 - 9 giugno 2007 nominato prefetto della Congregazione per le Chiese orientali)
- Arcivescovo Fernando Filoni (9 giugno 2007 - 10 maggio 2011 nominato prefetto della Congregazione per l'evangelizzazione dei popoli)
- Arcivescovo Giovanni Angelo Becciu (10 maggio 2011 - 29 giugno 2018 creato cardinale[10])
- Arcivescovo Edgar Peña Parra, dal 15 ottobre 2018

#### Assessori per gli affari generali
- Monsignore Sotero Sanz Villalba (1967 - 16 luglio 1970 nominato nunzio apostolico in Cile)
- Monsignore Eduardo Martínez Somalo (1970 - 12 novembre 1975 nominato nunzio apostolico in Colombia)
- Monsignore Giovanni Coppa (19 novembre 1975 - 1º dicembre 1979 nominato delegato per le rappresentanze pontificie)
- Monsignore Giovanni Battista Re (1º dicembre 1979 - 9 ottobre 1987 nominato segretario della Congregazione per i vescovi)
- Monsignore Oscar Rizzato (9 ottobre 1987 - 23 dicembre 1989 nominato elemosiniere di Sua Santità)
- Monsignore Crescenzio Sepe (9 ottobre 1987 - 2 aprile 1992 nominato segretario della Congregazione per il clero)
- Monsignore Leonardo Sandri (2 aprile 1992 - 22 luglio 1997 nominato nunzio apostolico in Venezuela)
- Monsignore James Michael Harvey (22 luglio 1997 - 7 febbraio 1998 nominato prefetto della casa pontificia)
- Monsignore Pedro López Quintana (7 febbraio 1998 - 12 dicembre 2002 nominato nunzio apostolico)
- Monsignore Gabriele Giordano Caccia (17 dicembre 2002 - 16 luglio 2009 nominato nunzio apostolico in Libano)
- Monsignore Peter Bryan Wells (16 luglio 2009 - 9 febbraio 2016 nominato nunzio apostolico in Sudafrica e Botswana)
- Monsignore Paolo Borgia (4 marzo 2016 - 3 settembre 2019 nominato nunzio apostolico)
- Monsignore Luigi Roberto Cona (24 ottobre 2019 - 26 ottobre 2022 nominato nunzio apostolico in El Salvador)
- Monsignore Roberto Campisi, dal 26 ottobre 2022

#### Capi del protocollo
- Monsignore Carlo Grano (11 dicembre 1945 - 17 febbraio 1953 nominato sostituto per gli affari generali)
- Monsignore Igino Eugenio Cardinale (30 settembre 1961 - 4 ottobre 1963 nominato nunzio apostolico in Gran Bretagna)
- Monsignore Antonio Mauro (4 ottobre 1963 - 4 luglio 1967 nominato segretario della Congregazione per gli Affari dei Religiosi)
- Monsignore Domenico De Luca (1989 - 22 maggio 1993 nominato nunzio apostolico in Marocco)
- Monsignore Tommaso Caputo (19 giugno 1993 - 3 settembre 2007 nominato nunzio apostolico a Malta ed in Libia)
- Monsignore Fortunatus Nwachukwu (4 settembre 2007 - 12 novembre 2012 nominato nunzio apostolico in Nicaragua)
- Monsignore José Avelino Bettencourt (14 novembre 2012 - 26 febbraio 2018 nominato nunzio apostolico in Armenia e Georgia)
- Monsignore Joseph Murphy (22 marzo 2018 - 14 settembre 2023 nominato sottosegretario per le rappresentanze pontificie)
- Monsignore Javier Domingo Fernández González, dal 14 settembre 2023

#### Organizzatori dei viaggi papali
- Monsignore Pasquale Macchi (5 gennaio 1964 - 24 dicembre 1968 dimesso)
- Vescovo Jacques-Paul Martin (5 gennaio 1964 - 9 aprile 1969 nominato prefetto della Casa Pontificia)
- Vescovo Paul Marcinkus (24 dicembre 1968 - 26 settembre 1981 nominato pro-presidente della Pontificia commissione per lo Stato della Città del Vaticano)
- Presbitero Roberto Tucci, S.I. (26 settembre 1981 - 11 febbraio 2001 ritirato)
- Vescovo Renato Boccardo (10 febbraio 2001 - 14 ottobre 2005 nominato segretario del Governatorato dello Stato della Città del Vaticano)
- Dott. Alberto Gasbarri (14 ottobre 2005 - 22 febbraio 2016 ritirato)
- Monsignore Mauricio Rueda Beltz (22 febbraio 2016 - 30 giugno 2020 nominato consigliere di nunziatura in Portogallo)
- Monsignore Dieudonné Datonou (30 giugno 2020 - 7 ottobre 2021 nominato nunzio apostolico in Burundi)
- Cardinale George Jacob Koovakad (7 ottobre 2021 - 21 giugno 2025 cessato)
- Monsignore José Nahúm Jairo Salas Castañeda, dal 21 giugno 2025

### Sezione per i rapporti con gli Stati e le organizzazioni internazionali

#### Segretari per i rapporti con gli Stati e le organizzazioni internazionali
- Arcivescovo Angelo Sodano (1º marzo 1989 - 1º dicembre 1990 nominato pro-segretario di Stato)
- Arcivescovo Jean-Louis Tauran (1º dicembre 1990 - 6 ottobre 2003 dimesso)
- Arcivescovo Giovanni Lajolo (6 ottobre 2003 - 15 settembre 2006 nominato presidente del Governatorato dello Stato della Città del Vaticano e della Pontificia commissione per lo Stato della Città del Vaticano)
- Arcivescovo Dominique Mamberti (15 settembre 2006 - 8 novembre 2014 nominato prefetto del Supremo tribunale della Segnatura apostolica)
- Arcivescovo Paul Richard Gallagher, dall'8 novembre 2014

#### Sottosegretari per i rapporti con gli Stati e le organizzazioni internazionali
- Monsignore Jean-Louis Tauran (1º marzo 1989 - 1º dicembre 1990 nominato segretario per i rapporti con gli Stati)
- Monsignore Claudio Maria Celli (1º dicembre 1990 - 16 dicembre 1995 nominato segretario dell'Amministrazione del patrimonio della Sede Apostolica)
- Monsignore Celestino Migliore (16 dicembre 1995 - 30 ottobre 2002 nominato osservatore permanente della Santa Sede presso l'Organizzazione delle Nazioni Unite)
- Monsignore Pietro Parolin (30 novembre 2002 - 17 agosto 2009 nominato nunzio apostolico in Venezuela)
- Monsignore Ettore Balestrero (17 agosto 2009 - 22 febbraio 2013 nominato nunzio apostolico in Colombia)
- Monsignore Antoine Camilleri (22 febbraio 2013 - 3 settembre 2019 nominato nunzio apostolico)
- Monsignore Mirosław Stanisław Wachowski, dal 24 ottobre 2019

#### Sottosegretari per il settore multilaterale
- Dott.ssa Francesca di Giovanni (15 gennaio 2020 - gennaio 2023)
- Monsignore Daniel Pacho, dal 10 gennaio 2023

### Sezione per il personale di ruolo diplomatico della Santa Sede

#### Delegati per le rappresentanze pontificie
- Arcivescovo Domenico Enrici (16 luglio 1973 - 1º dicembre 1979 dimesso)
- Arcivescovo Giovanni Coppa (1º dicembre 1979 - 30 giugno 1990 nominato nunzio apostolico in Cecoslovacchia)
- Arcivescovo Francesco Monterisi (28 agosto 1990 - 7 marzo 1998 nominato segretario della Congregazione per i vescovi)
- Arcivescovo Carlo Maria Viganò (4 aprile 1998 - 16 luglio 2009 nominato segretario del Governatorato dello Stato della Città del Vaticano)
- Arcivescovo Luciano Suriani (24 settembre 2009 - 7 dicembre 2015 nominato nunzio apostolico in Serbia)
- Arcivescovo Jan Romeo Pawłowski (7 dicembre 2015 - 17 dicembre 2020 nominato segretario per le rappresentanze pontificie)

#### Segretari per le rappresentanze pontificie
- Arcivescovo Jan Romeo Pawłowski (17 dicembre 2020 - 10 settembre 2022 cessato)
- Arcivescovo Luciano Russo, dal 10 settembre 2022

#### Sottosegretari per le rappresentanze pontificie
- Monsignore Mauricio Rueda Beltz (17 dicembre 2020 - 16 giugno 2023 nominato nunzio apostolico in Costa d'Avorio)
- Monsignore Joseph Murphy, dal 14 settembre 2023